# Terzijsko (obwód Łowecz)
Terzijsko – wieś w Bułgarii, w obwodzie Łowecz, w gminie Trojan.